# Czchów
Czchów é um município da Polônia, na voivodia da Pequena Polônia e no condado de Brzesko. Estende-se por uma área de 14,09 km², com 2 375 habitantes, segundo os censos de 2016, com uma densidade de 168,6 hab/km².